# Kerststol

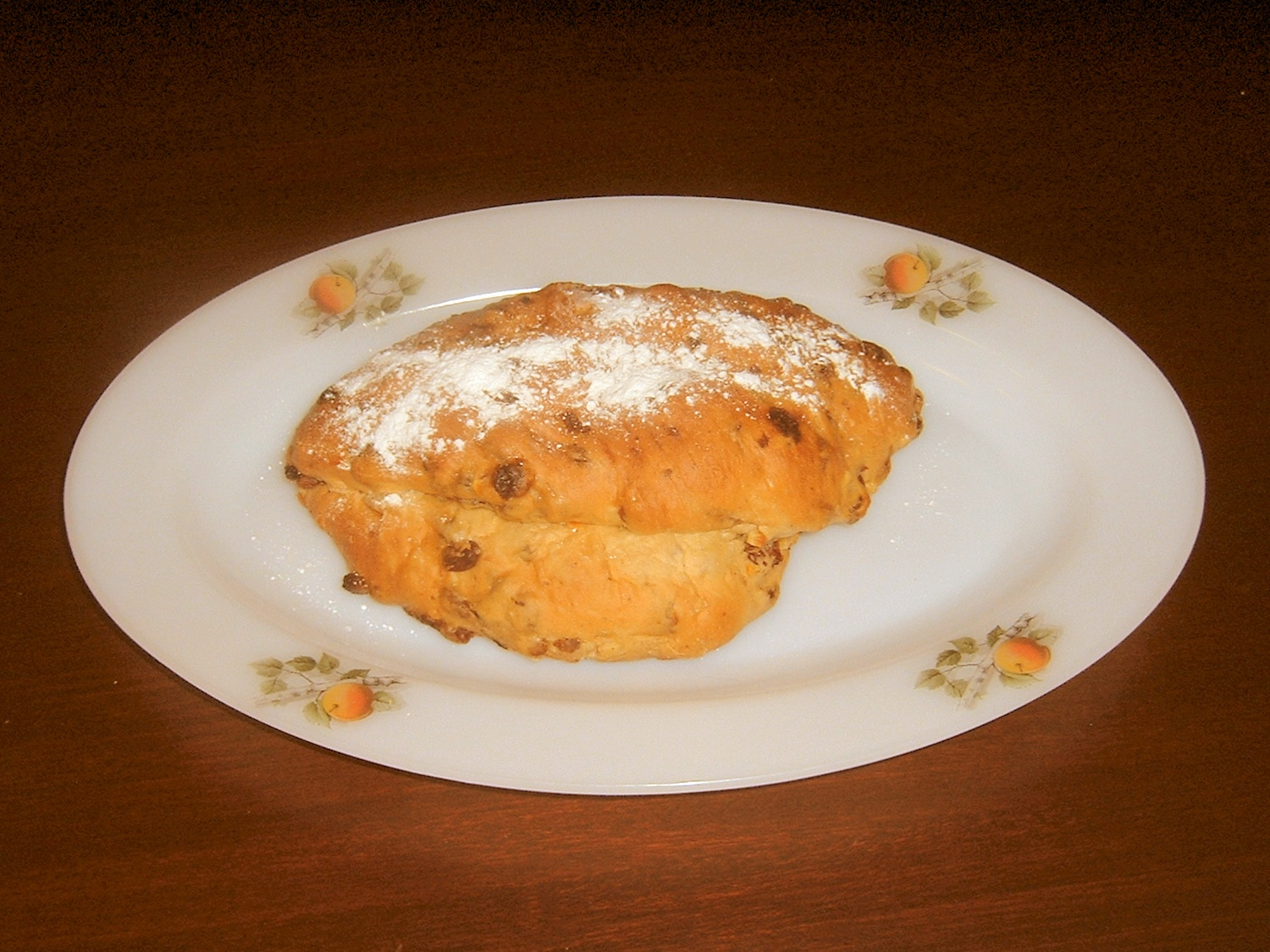
Kerststol.

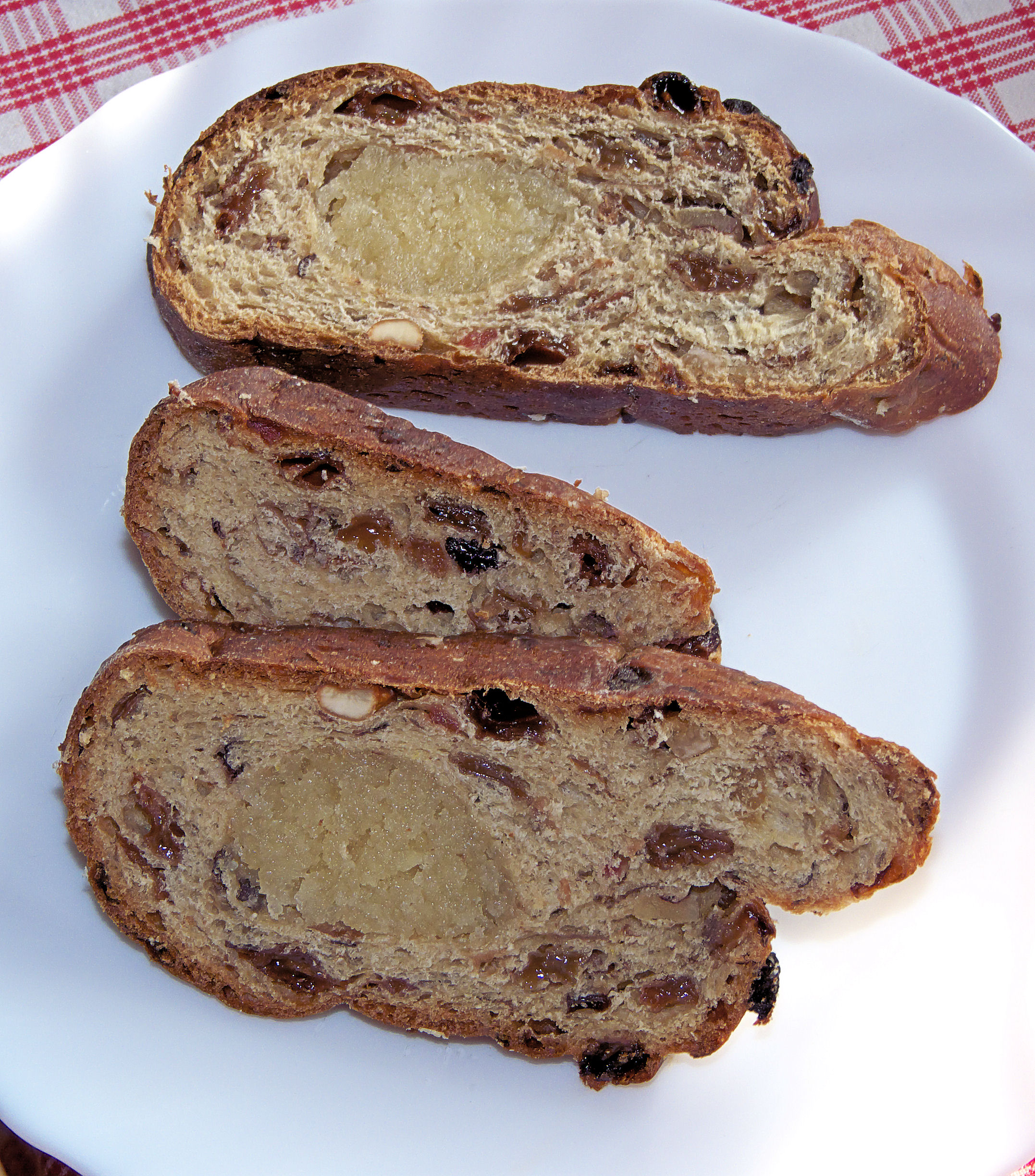
Rodajas de kerststol con pasta de almendra en el centro.

El kerststol es un pan con fruta navideño tradicional de los Países Bajos.
El dulce se hace con masa de pan con levadura que lleva frutos secos, pasas y grosellas, cáscara confitada de limón y naranja, agua, leche, mantequilla, azúcar, coñac y canela.
Una versión más lujosa puede incluir nuez, almendra o avellana, y a veces también jengibre en polvo o confitado, cereza seca, manzana, kiwi o cardamomo.
La masa, tras reposar, se rellena con una pella de pasta de almendra (amandelspijs) que se pone en el centro del paste. La masa se dobla sobre ella y se aprieta un poco para cerrarla. Cuando está listo, el pastel se espolvorea con azúcar antes de servirlo en rodajas gruesa, untadas con mantequilla.